# Faroa acaulis
Faroa acaulis là một loài thực vật có hoa trong họ Long đởm. Loài này được R.E.Fr. mô tả khoa học đầu tiên năm 1916.